# بياح ذو خطم
بياح ذو خطم أو بوري ذو خطم (الاسم العلمي: Chaenomugil proboscideus)، سمكة بحرية من فصيلة الالبياحيات، توجد على طول الساحل الغربي لأمريكا الشمالية من المكسيك إلى بنما.